# Problem neutrin słonecznych
Problem neutrin słonecznych (ang. Solar Neutrino Problem) – rozbieżność pomiędzy zmierzoną liczbą neutrin słonecznych docierających do Ziemi ze Słońca a teoretycznym modelem wnętrza Słońca. Problem pojawił się w połowie lat 60. XX wieku, a udało się go rozwiązać dopiero w roku 2002 dzięki lepszemu zrozumieniu fizyki neutrin. Wymagało to modyfikacji fizyki cząstek elementarnych.
Słońce jest naturalnym reaktorem termojądrowym produkującym hel z wodoru. Nasze obecne zrozumienie fizyki procesu syntezy helu z wodoru (tzw. reakcja proton-proton lub p-p) jest dość jasne. Dwa protony i dwa neutrony tworzą jądro helu, a wyzwalana w trakcie reakcji syntezy energia unoszona jest w postaci promieniowania gamma, energii kinetycznej powstałych cząstek i właśnie neutrin. Neutrina podróżują z jądra Słońca na Ziemię bez jakiejkolwiek zauważalnej absorpcji.

## Historia problemu
Gdy detektory neutrin stały się wystarczająco dokładne, by mierzyć strumień neutrin słonecznych, stało się jasne, że do Ziemi nie dociera tyle neutrin, ile przewiduje model Słońca. W różnych eksperymentach liczba wykrywanych neutrin wahała się pomiędzy 1/3 a 1/2 liczby neutrin przewidzianych teoretycznie. Wynikało z tego, że błędny był albo model Słońca, albo model oddziaływań neutrin. Problem ten został nazwany problemem neutrin słonecznych.
Pierwsze próby wyjaśnienia powstałej rozbieżności zakładały, że błędny był model Słońca – przyjęto więc, że temperatura i ciśnienie wewnątrz Słońca istotnie różniły się od zakładanych. Na przykład, mniejsza liczba neutrin słonecznych odpowiada aktualnej wydajności fuzji jądrowej. Hipoteza ta sugerowała możliwość chwilowego wstrzymania (spowolnienia) procesów jądrowych. Ponieważ energia termiczna jest transportowana z jądra na powierzchnię Słońca przez tysiące lat, takie „wstrzymanie” procesów nie byłoby natychmiast zauważalne. Jednak rozwiązanie to okazało się nie do utrzymania w świetle wyników zaawansowanej heliosejsmologii. Po przestudiowaniu propagacji fal wewnątrz Słońca stało się możliwe mierzenie wewnętrznej temperatury Słońca. Otrzymane wyniki potwierdzały standardowy model budowy Słońca.
Obecnie uważa się, iż problem słonecznych neutrin leżał w niedokładnym rozumieniu właściwości neutrin. Według standardowego modelu cząstek elementarnych, są trzy rodzaje neutrin: elektronowe (produkowane w Słońcu i wykrywane przez ziemskie detektory), mionowe μ oraz neutrino taonowe τ (do tego odpowiednie antyneutrina). Jeżeli każdy z tych typów jest pozbawiony masy (w co wierzono w latach 70. XX wieku), jedno neutrino nie może zmienić typu. Jednak w latach 80. przewidziano teoretycznie, że jeżeli neutrino posiada masę, może zmienić typ na inny. W ten sposób „brakujące” neutrina słoneczne to te neutrina elektronowe, które zmieniły swój typ po drodze do Ziemi i detektorów, które nie zarejestrowały tych neutrin.

## Dowód eksperymentalny na istnienie masy neutrina
Pierwszy dowód na oscylację neutrina (w 1998 roku) otrzymano w grupie Super-Kamiokande pracującej w Japonii. Zaobserwowano przejście pomiędzy neutrinem mionowym (powstającym w wyższych warstwach atmosfery dzięki promieniowaniu kosmicznemu) na neutrino taonowe. Bardziej bezpośredni dowód powstał w 2002 roku w Sudbury Neutrino Observatory (SNO) w Kanadzie. Wykryto tam wszystkie typy neutrin docierających do Ziemi ze Słońca. Stało się także możliwe odróżnienie neutrina elektronowego od pozostałych typów. Po wnikliwej analizie statystycznej określono, że około 35% neutrin słonecznych to neutrina elektronowe. Reszta to pozostałe dwa typy. Całkowita liczba wykrytych neutrin dość dobrze zgadza się z przewidywaniami teoretycznymi na temat fizyki wnętrza Słońca. W marcu 2006 roku swe pierwsze dane opublikowała grupa badawcza eksperymentu MINOS. Potwierdzają one jeszcze dokładniej wyniki poprzednich badań. Nadal jednak istnieje pewna, chociaż coraz mniejsza, rozbieżność oczekiwań teoretycznych i wyników eksperymentów.